# 無性婚姻
无性婚姻是指配偶间有一个月以上没有性生活時的狀態。無性婚姻可以分成两种，一種是由性功能障碍引起，另一種是雙方性功能正常但因其他原因引起，例如工作压力过大，生活节奏太快、雙方感情不和等因素。